# Протопланетный диск

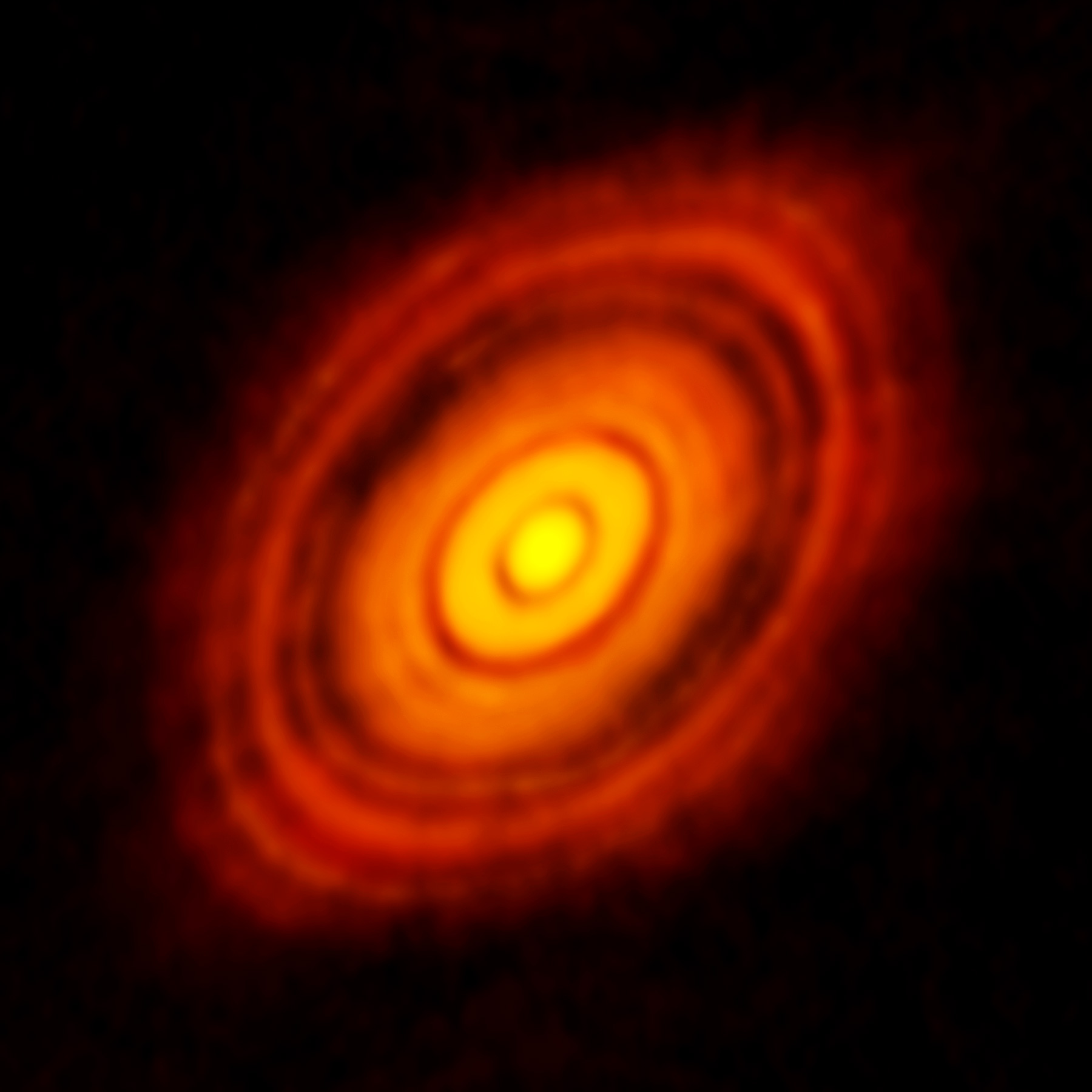
Протопланетный диск HL Тельца

Теоретическое изображение протопланетного диска на длинах волн 3 мм и 160 микрон

Протоплане́тный диск или проплид — вращающийся околозвёздный диск плотного газа вокруг молодой, недавно сформированной звезды, протозвезды, звёзды типа T Тельца или звёзды Хербига (Ae/Be), из которого впоследствии образуются планеты. Протопланетный диск также может считаться аккреционным диском, поскольку составляющий его газообразный материал со внутреннего радиуса может падать на поверхность звезды.

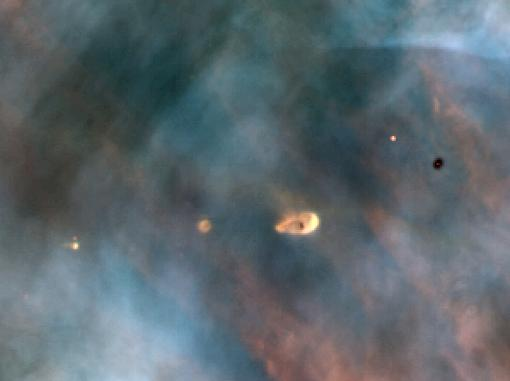
Протопланетный диск в Туманности Ориона

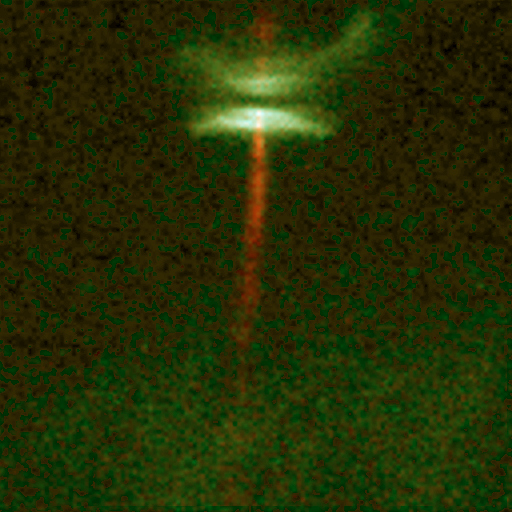
Протопланетный диск HH-30 в созвездии Тельца, находящийся на расстоянии около 450 световых лет от Земли

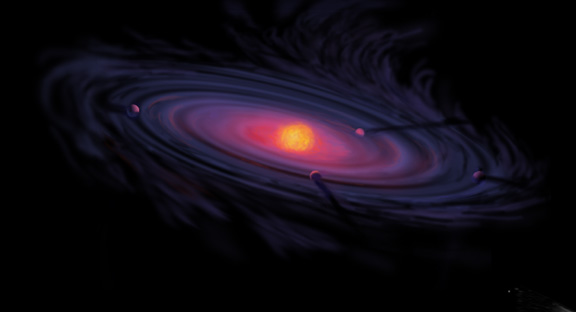
Протопланетный диск в представлении художника

Протопланетные диски были обнаружены вокруг нескольких молодых звёзд нашей Галактики. Наблюдения орбитального телескопа «Хаббл» выявили формирующиеся планетные системы в Туманности Ориона. Астрономы открыли огромные диски из газопылевой материи, похожие на протопланетные, вокруг звёзд Вега, Фомальгаут и Гемма (или Альфекка, α Северной Короны).

## Формирование
Протозвезда, как правило, формируется из облака молекулярного газа, преимущественно состоящего из молекул водорода. Распределение вещества в таких облаках не бывает равномерным — некоторые области всегда будут иметь несколько большую плотность, чем другие. Такие области начинают стягиваться друг к другу, и когда сжатая область молекулярного облака достигает критического размера, массы или плотности, начинается её гравитационный коллапс. По мере уплотнения коллапсирующего облака, случайные движения вещества, изначально присутствовавшие в этом облаке, меняют направление в соответствии с чистым угловым моментом формирующейся звезды, и в силу сохранения момента импульса, увеличивается угловая скорость всей туманности. Увеличение скорости приводит к тому, что вещество, оставшееся по периферии от образующейся звезды, из-за действующей на него центробежной силы распределяется в экваториальной плоскости — облако становится «сплющенным». Коллапс образующейся звезды занимает около 100 тыс. лет, после чего температура её поверхности достигает такого же значения как у звезды с главной последовательности аналогичной массы, и молодое светило становится видимым. Так образуется звезда типа Т Тельца. Аккреция газа на звезду продолжается около 10 миллионов лет, перед тем как диск исчезнет, а далее он может быть снесён солнечным ветром молодой звезды или же он может просто перестать излучать. Старейший протопланетный диск из обнаруженных имеет возраст в 25 млн лет.

## Случай быстрого исчезновения
Как предполагалось ранее, образование планет из пыли протопланетного диска, то есть его исчезновение, должно проходить в течение сотен тысяч и миллионов лет. Однако в июле 2012 года астрономы из США и Австралии сообщили об исчезновении протопланетного диска, который отчётливо наблюдался вокруг звезды TYC 8241 2652 ещё всего лишь несколько лет назад. Свечение данного протопланетного диска было впервые зафиксировано в 1984 году, и с тех пор в течение около 20 лет было хорошо доступно для наблюдений. Но в 2009 году обнаружилось, что его яркость уменьшилась на 2/3, а к 2010 году диск стал почти неразличим. То есть диск исчез всего лишь приблизительно за три года, что является абсолютным рекордом, никогда не наблюдавшимся ранее.
Сначала в объяснение событию последовало предположение, что, диск, вероятно, не исчез, а лишь оказался заслонен каким-то другим объектом, однако впоследствии эта гипотеза не подтвердилась.
Другое возможное объяснение необычного явления состоит в предположении о частичном вытеснении материала диска фотоиспарительным ветром на более далёкое расстояние, однако в таком случае должна была бы повыситься его светимость в последние годы, чего не наблюдалось.
Ещё одна гипотеза предполагает, что TYC 8241 2652 не имел протопланетного диска с самого начала, а наблюдавшийся с 1984 года диск — это разогретая пыль, выброшенная в космическое пространство в ходе сценария, аналогичного с мегаимпактной моделью формирования Луны. Впоследствии эта пыль могла либо рассеяться, либо осесть на поверхности звезды. Но к данному предположению тоже возникает вопрос относительно слишком быстрого времени.
Одним из объяснений может быть то, что из диска за столь короткое время сформировались планеты, и тогда, получается, что «образование планет происходит намного быстрее и эффективнее», — как считает Карл Мэлис.
Впрочем, дальнейшие, более детальные наблюдения и исследование данных по протопланетным дискам, с целью выявить, уменьшилась ли за последние годы яркость какого-либо ещё из них, вероятно, помогут решить данную проблему.

## Связь сабиогенезом
Согласно одному из последних исследований методом компьютерного моделирования, составляющие непосредственную основу жизни сложные органические молекулы могли образоваться из частиц пыли в протопланетном диске Солнца ещё до формирования Земли. По данным компьютерного исследования, подобные процессы могут происходить и в других планетных системах.